# Armoriale di Zurigo

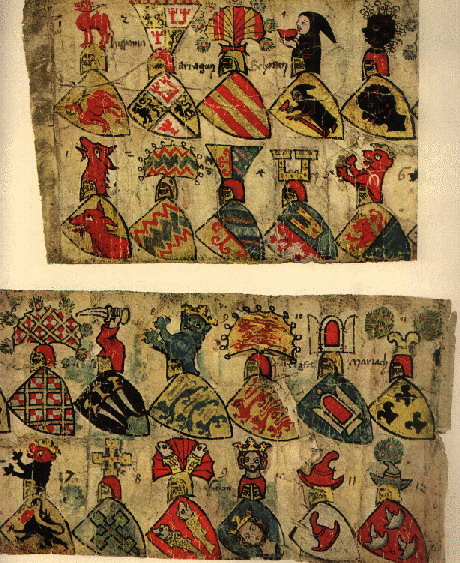

L'armoriale di Zurigo (in tedesco: Zürcher Wappenrolle) è un rotolo di stemmi realizzato intorno al 1340 presumibilmente in quella che oggi è la Svizzera orientale (in o nelle vicinanze di quello che oggi è il cantone di San Gallo) ed è conservato nel Museo nazionale svizzero di Zurigo.

## Storia
Il documento era di proprietà del naturalista e storico zurighese Johann Jakob Scheuchzer (1672–1733). La sua storia precedente è sconosciuta. Fu donato alla biblioteca comunale di Zurigo dal nipote di Scheuchzer nel 1750.
L'armoriale di Zurigo è una delle più antiche e importanti collezioni di stemmi superstiti della bassa nobiltà del Sacro Romano Impero. Il suo focus geografico è quello della Grande Svevia, compresa l'area del lago di Costanza, della Svizzera tedesca, dell'Alsazia e del Baden.
Era costituito da quattro strisce di pergamena ciascuna di una larghezza di 12,5 cm e una lunghezza di quattro metri. Una delle quattro parti è andata perduta; sulle tre strisce superstiti sono raffigurati un totale di 559 stemmi e 28 stendardi vescovili. Altri 108 stemmi raffigurati sulla parte perduta sopravvivono in copie manoscritte, tra cui uno nella biblioteca dei conti di Königsegg-Aulendorf e uno in quella di Hans Conrad Bernhauser (1698–1761) conservato nella Biblioteca centrale di Zurigo.